# Rhodostrophia cruentataria
Rhodostrophia cruentataria là một loài bướm đêm trong họ Geometridae.